# Bernard (écolâtre d'Angers)
Pour les articles homonymes, voir Bernard.
Bernard, écolâtre de la cathédrale d'Angers (floruit dans la première moitié du XIe siècle) est l'auteur du Livre des miracles de sainte Foy (Liber miraculorum sancte Fidis), un texte qui eut un grand retentissement au Moyen Âge. Cet ouvrage hagiographique est toujours utilisé par les médiévistes comme une source historique.

## Éléments biographiques
Il était sans doute originaire d'Angers : son frère cadet Robert, dit l'Angevin, fut abbé de Saint-Paul de Cormery de 1047 à 1060, choisi par le comte Geoffroy Martel qui venait de s'emparer de la Touraine.
Bernard fit avant 1010 des études à l'École de la cathédrale de Chartres auprès de Fulbert, auquel il dédia par une épître le premier de ses trois livres sur les miracles de sainte Foy. Il y avait à Chartres, hors les murs à l'époque, une église dédiée à cette sainte, où Bernard aimait aller prier et écrire en repos. Il écrira ainsi à Fulbert :

« Lorsqu' autrefois je jouissais de votre douce compagnie, il m'arrivait souvent de me rendre pour écrire ou pour prier dans la petite chapelle de sainte Foy qui est située en dehors des murs de la ville. »

La conversation autour de Fulbert tomba plusieurs fois sur la sainte et les miracles qu'elle était supposée opérer dans son sanctuaire de Conques, récits qui s'étaient répandus dans toute l'Europe (pene per universam Europam), mais qui étaient tenus dans ce milieu de lettrés comme de vaines fables (inanis fabule commenta).
C'est alors que Bernard conçut le dessein de se rendre à Conques pour constater les faits de lui-même. Mais en 1010, l'évêque d'Angers Hubert de Vendôme fit appel à lui pour tenir l'école de sa cathédrale Saint-Maurice. Pendant trois ans il s'ennuya dans cette fonction (per triennium per inanes nugas) devant des étudiants d'un faible niveau.
Enfin, en 1013, il put accomplir son vœu et prit le chemin de Conques en compagnie d'un collègue nommé Bernier. Ce premier séjour dans le sanctuaire dura vingt-cinq jours (autour du 6 octobre, jour de la sainte Foy, un mardi cette année-là), au cours desquels le pèlerin recueillit le récit des plus éclatants miracles de la sainte. C'est le sujet de son premier livre, adressé à Fulbert, mais aussi à Adalgerius, abbé de Conques. Dans les années suivantes, il fit deux autres séjours dans le sanctuaire, le troisième en 1020, au cours duquel il était accompagné de Sigebald, son « secrétaire », prêtre comme lui. Il rédigea donc un second et un troisième livres, d'étendue d'ailleurs très inégale.

## Textes
Le Liber miraculorum sancte Fidis a ensuite été continué par un moine anonyme de Conques vers le milieu du XIe siècle, si bien que dans la version la plus ancienne qui nous soit parvenue il comprend quatre livres : le premier est le premier livre de Bernard, le deuxième ses deuxième (§ 1-6) et troisième (§ 7-14) livres, et les deux suivants sont la continuation anonyme. Mais ce texte s'est répandu dans l'Europe entière, et dans certains manuscrits il est tronqué, donné dans le désordre, parfois anonyme (sans l'épître à Fulbert), parfois entièrement attribué à Bernard. Dans la version complète, éditée par Luca Robertini, il y a quarante-huit récits de miracles attribués à Bernard et cinquante-trois au continuateur anonyme.
L'épître à Fulbert n'apparaît pas dans la première édition imprimée ; elle fut donnée par Jean Mabillon d'après un manuscrit de l'abbaye Saint-Père-en-Vallée de Chartres. Les Bollandistes ont publié le texte en 1770 (à la date du 6 octobre, fête de la sainte Foy), d'après le Ms. Vaticanus Reginensis 467. Le manuscrit le plus complet subsistant provient du prieuré Sainte-Foy de Sélestat, fondé en 1094 par des moines de Conques.
Bernard fait preuve dans ses récits, dans une certaine mesure, d'esprit critique : il exprime parfois son scepticisme et essaye parfois de recouper plusieurs témoignages. Il qualifie les miracles qu'il relate de novitas, laissant deviner sa crainte que son public ait du mal à le croire. D'autre part, il est étonné, voire choqué, par certains aspects du culte qui ne lui sont pas familiers, comme la statue-reliquaire (majestas) de la sainte, genre d'objet inconnu au nord de la Loire.
« Bernard a laissé un autre écrit de sa façon. C'est la relation d'un pèlerinage qu'il fit, vers 1020, en la compagnie de quelques autres Angevins, à Notre-Dame du Puy-en-Velay. Ménard, dans ses Écrivains d'Anjou, en rapporte un fragment qu'il a tiré du P. de Gissey ». On ne sait si ce voyage est lié à son troisième séjour à Conques.
Selon Frédéric de Gournay, le continuateur anonyme de Bernard d'Angers pourrait être Odolric, abbé de Conques de 1031 à 1065. Cet auteur qui a tenu à garder l'anonymat (autor innominatus, selon une note du manuscrit de Sélestat, fol. 65 r°) a rédigé les livres III et IV des éditions Bouillet (1897) et Robertini (1994).

## Postérité
On trouve dans l'Histoire des comtes de Tolose de Guillaume Catel (éd. de 1623, p. 104 sqq.) un long fragment versifié (cent vingt vers octosyllabiques) qui est un extrait d'une traduction en ancien occitan du texte latin de Bernard d'Angers.

## Éditions
- Patrologia Latina, vol. 141, col. 127-168.
- Auguste Bouillet, Liber miraculorum sancte Fidis, publié d'après le manuscrit de la bibliothèque de Schlestadt, Paris, Alphonse Picard et fils, 1897, [lire en ligne].
- Luca Robertini, Liber miraculorum sancte Fidis, Spolète, Centro italiano di studi sull'alto medioevo, 1994.

## Traductions
- Auguste Bouillet et Louis Servières, Sainte Foy vierge et martyre, Rodez, Carrère, 1900, pp. 423-627 (traduction française de tous les récits).
- Luca Robertini, Liber miraculorum sancte Fidis, il raconto dei prodigi di una santa bambina, Florence, 2010 (édition critique des livres I et II avec traduction italienne).